# Lista de bacias hidrográficas da Paraíba

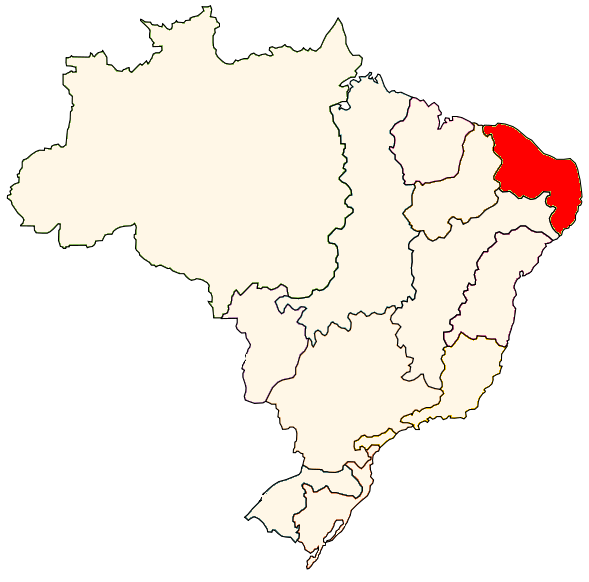
Em vermelho, a Área de abrangência das bacias da região hidrográfica do Atlântico Nordeste Oriental

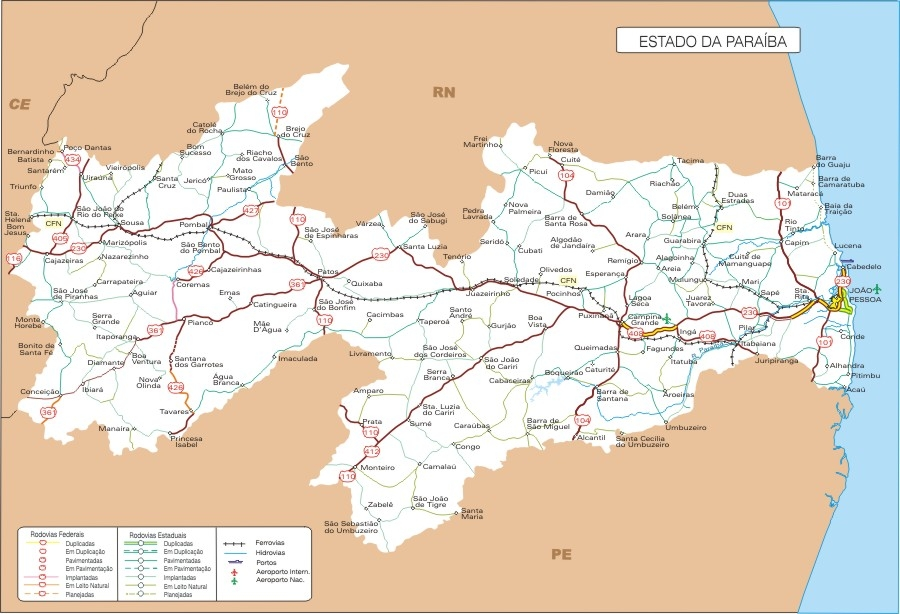
Mapa do estado da Paraíba

Na Lista de bacias hidrográficas da Paraíba estão relacionado as bacias hidrográficas localizadas no estado brasileiro da Paraíba. Todos os rios drenam para o Oceano Atlântico.
O estado faz parte da Região hidrográfica do Atlântico Nordeste Oriental que abrange também os estados do Piauí, Ceará, Rio Grande do Norte, Pernambuco e Alagoas.
A Paraíba está dividida em onze bacias hidrográficas tendo como rios que nomeiam as bacias o Rio Piranhas, Rio Paraíba, Rio Jacu, Rio Curimataú, Rio Camaratuba, Rio Guaju, Rio Mamanguape, Rio Gramame, Rio Miriri, Rio Trairi e Rio Abiaí.
| Bacia Hidrográfica |  | Área da Bacia (km²) | Coordenadas Geográficas         |
| ------------------ |  | ------------------- | ------------------------------- |
| Rio Abiaí          |  | 585,51              | 7°26'23.0953"S, 34°48'43.3724"W |
| Rio Camaratuba     |  | 637,16              | 6°36'1.908"S, 34°58'20.856"W    |
| Rio Curimataú      |  | 3.313,58            | 6°22'9.30"S, 35°4'23.81"W       |
| Rio Gramame        |  | 589,38              | 7°17'22.337"S, 34°57'39.031"W   |
| Rio Guaju          |  | 152,62              | 6°28'59.99"S, 34°57'0.00"W      |
| Rio Jacu           |  | 977,31              | 6°16'36.3410"S, 35°24'42.9775"W |
| Rio Mamanguape     |  | 3.522,69            | 6°48'25.09"S, 35°3'34.24"W      |
| Rio Miriri         |  | 436,19              | 6°51'53.86"S, 34°54'22.07"W     |
| Rio Paraíba        |  | 20.071,83           | 7°19'16.3466"S, 35°29'50.1374"W |
| Rio Piranhas       |  | 26.047,49           | 6°51'36.511"S, 38°19'18.498"W   |
| Rio Trairi         |  | 106,08              |                                 |